# Dischisma spicatum
Dischisma spicatum là một loài thực vật có hoa trong họ Huyền sâm. Loài này được (Thunb.) Choisy mô tả khoa học đầu tiên năm 1823.